# WTA Seoul
Das WTA Seoul (offiziell: Korea Open) ist ein Tennisturnier der WTA Tour, das in der südkoreanischen Hauptstadt Seoul ausgetragen wird. 

## Turnierübersicht
| Jahr | Offizielle Turnierbezeichnung              | Kategorie     | Belag                  | Preisgeld |
| ---- | ------------------------------------------ | ------------- | ---------------------- | --------- |
| 2004 | Hansol Korea Open                          | Tier IV       | Hartplatz              | $140.000  |
| 2005 | Hansol Korea Open Tennis Championships     | Tier IV       | Hartplatz              | $140.000  |
| 2006 | Hansol Korean Open Tennis Championships    | Tier IV       | Hartplatz              | $145.000  |
| 2007 | Hansol Korea Open                          | Tier IV       | Hartplatz, Rebound Ace | $145.000  |
| 2008 | Hansol Korea Open                          | Tier IV       | Hartplatz, Rebound Ace | $145.000  |
| 2009 | Hansol Korea Open                          | International | Hartplatz, Rebound Ace | $220.000  |
| 2010 | Hansol Korea Open                          | International | Hartplatz, Rebound Ace | $220.000  |
| 2011 | Hansol Korea Open                          | International | Hartplatz, DecoTurf    | $220.000  |
| 2012 | KDB Korea Open                             | International | Hartplatz, DecoTurf    | $500.000  |
| 2013 | KDB Korea Open                             | International | Hartplatz, DecoTurf    | $500.000  |
| 2014 | KIA Korea Open                             | International | Hartplatz, DecoTurf    | $500.000  |
| 2015 | Korea Open                                 | International | Hartplatz, DecoTurf    | $500.000  |
| 2016 | Korea Open Tennis                          | International | Hartplatz, DecoTurf    | $226.750  |
| 2017 | KEB Hana Bank • Incheon Airport Korea Open | International | Hartplatz, DecoTurf    | $226.750  |

## Siegerliste

### Einzel
| Jahr                         | Siegerin                    | Finalgegnerin                | Ergebnis       |
| ---------------------------- | --------------------------- | ---------------------------- | -------------- |
| ↓ Kategorie: Tier IV ↓       |                             |                              |                |
| 2004                         | Marija Scharapowa           | Marta Domachowska            | 6:1, 6:1       |
| 2005                         | Nicole Vaidišová            | Jelena Janković              | 7:5, 6:3       |
| 2006                         | Eleni Daniilidou            | Ai Sugiyama                  | 6:3, 2:6, 7:63 |
| 2007                         | Venus Williams              | Marija Kirilenko             | 6:3, 1:6, 6:4  |
| 2008                         | Marija Kirilenko            | Samantha Stosur              | 2:6, 6:1, 6:4  |
| ↓ Kategorie: International ↓ |                             |                              |                |
| 2009                         | Kimiko Date-Krumm           | Anabel Medina Garrigues      | 6:3, 6:3       |
| 2010                         | Alissa Kleibanowa           | Klára Zakopalová             | 6:1, 6:3       |
| 2011                         | María José Martínez Sánchez | Galina Woskobojewa           | 7:60, 7:62     |
| 2012                         | Caroline Wozniacki          | Kaia Kanepi                  | 6:1, 6:0       |
| 2013                         | Agnieszka Radwańska         | Anastassija Pawljutschenkowa | 6:76, 6:3, 6:4 |
| 2014                         | Karolína Plíšková           | Varvara Lepchenko            | 6:3, 6:75, 6:2 |
| 2015                         | Irina-Camelia Begu          | Aljaksandra Sasnowitsch      | 6:3, 6:1       |
| 2016                         | Lara Arruabarrena Vecino    | Monica Niculescu             | 6:0, 2:6, 6:0  |
| 2017                         | Jeļena Ostapenko            | Beatriz Haddad Maia          | 6:75, 6:1, 6:4 |
| 2018                         | Kiki Bertens                | Ajla Tomljanović             | 7:62, 4:6, 6:2 |
| 2019                         | Karolína Muchová            | Magda Linette                | 6:1, 6:1       |
| ↓ Kategorie: 250 ↓           |                             |                              |                |
| 2022                         | Jekaterina Alexandrowa      | Jeļena Ostapenko             | 7:64, 6:0      |
| 2023                         | Jessica Pegula              | Yuan Yue                     | 6:2, 6:3       |
| ↓ Kategorie: 500 ↓           |                             |                              |                |
| 2024                         | Beatriz Haddad Maia         | Darja Kassatkina             | 1:6, 6:4, 6:1  |

### Doppel
| Jahr                         | Siegerinnen                                 | Finalgegnerinnen                    | Ergebnis          |
| ---------------------------- | ------------------------------------------- | ----------------------------------- | ----------------- |
| ↓ Kategorie: Tier IV ↓       |                                             |                                     |                   |
| 2004                         | Jeon Mi-ra Cho Yoon-jeong                   | Chuang Chia-jung Hsieh Su-wei       | 6:3, 1:6, 7:5     |
| 2005                         | Chan Yung-jan Chuang Chia-jung              | Jill Craybas Natalie Grandin        | 6:2, 6:4          |
| 2006                         | Virginia Ruano Pascual Paola Suárez         | Chuang Chia-jung Mariana Díaz-Oliva | 6:2, 6:3          |
| 2007                         | Chuang Chia-jung Hsieh Su-wei               | Eleni Daniilidou Jasmin Wöhr        | 6:2, 6:2          |
| 2008                         | Chuang Chia-jung Hsieh Su-wei               | Wera Duschewina Marija Kirilenko    | 6:3, 6:0          |
| ↓ Kategorie: International ↓ |                                             |                                     |                   |
| 2009                         | Chan Yung-jan Abigail Spears                | Carly Gullickson Nicole Kriz        | 6:3, 6:4          |
| 2010                         | Julia Görges Polona Hercog                  | Natalie Grandin Vladimíra Uhlířová  | 6:3, 6:4          |
| 2011                         | Natalie Grandin Vladimíra Uhlířová          | Wera Duschewina Galina Woskobojewa  | 7:65, 6:4         |
| 2012                         | Raquel Kops-Jones Abigail Spears            | Oqgul Omonmurodova Vania King       | 2:6, 6:2, [10:8]  |
| 2013                         | Chan Chin-wei Xu Yifan                      | Raquel Kops-Jones Abigail Spears    | 7:5, 6:3          |
| 2014                         | Lara Arruabarrena Vecino Irina-Camelia Begu | Mona Barthel Mandy Minella          | 6:3, 6:3          |
| 2015                         | Lara Arruabarrena Vecino Andreja Klepač     | Kiki Bertens Johanna Larsson        | 2:6, 6:3, [10:6]  |
| 2016                         | Kirsten Flipkens Johanna Larsson            | Akiko Omae Peangtarn Plipuech       | 6:2, 6:3          |
| 2017                         | Kiki Bertens Johanna Larsson                | Luksika Kumkhum Peangtarn Plipuech  | 6:4, 6:1          |
| 2018                         | Choi Ji-hee Han Na-lae                      | Hsieh Shu-ying Hsieh Su-wei         | 6:3, 6:2          |
| 2019                         | Lara Arruabarrena Tatjana Maria             | Hayley Carter Luisa Stefani         | 7:67, 3:6, [10:7] |
| ↓ Kategorie: 250 ↓           |                                             |                                     |                   |
| 2022                         | Kristina Mladenovic Yanina Wickmayer        | Asia Muhammad Sabrina Santamaria    | 6:3, 6:2          |
| 2023                         | Marie Bouzková Bethanie Mattek-Sands        | Luksika Kumkhum Peangtarn Plipuech  | 6:2, 6:1          |
| ↓ Kategorie: 500 ↓           |                                             |                                     |                   |
| 2024                         | Nicole Melichar-Martinez Ljudmila Samsonowa | Miyu Katō Zhang Shuai               | 6:1, 6:0          |